# ハリド・アル＝トゥライス
ハリド・サレハ・アル＝トゥライス（Khalid Saleh al-Turais、1987年4月30日 - )は、サウジアラビアのサッカー審判員。2016年から国際サッカー連盟 (FIFA) に国際審判員として登録されている。

## 来歴

### クラブ
2014年9月にサウジ・プロリーグで初めて主審を務める。 2020年2月12日には、AFCカップ2020予選プレーオフ・ベンガルール対パロFCの主審を担当し、国際試合を初担当。2022年9月には、AFCカップ2022準々決勝（地区間準決勝）・ATKモフン・バガン対クアラルンプール・シティの主審も務め、同年4月には、AFCチャンピオンズリーグ2022グループステージでも2試合を担当した。2023年にはチュニジアサッカー連盟からの招聘で、同年5月27日に行われたチュニジア・リーグプレーオフ・CSスファクシアン対エトワール・サヘルの試合も担当している。

### 国際Aマッチ
国際Aマッチの初担当は2018年10月16日に行われたバーレーン対ミャンマーの国際親善試合。AFC U23アジアカップ2022ではグループリーグの主審を務め、2022年アジア大会でもグループリーグを担当した。年末には、2023 FIFA U-17ワールドカップにアジアサッカー連盟 (AFC) 推薦でビデオ・アシスタント・レフェリーとして参加した。AFCアジアカップ2023でも審判団の一人として活動した。